# Standard Motor Company
Standard Motor Company var ett brittiskt företag som tillverkade bilar och flygplan från 1903 till 1963 då det gick upp i Triumph

## Historia
Standard Motor grundades i Coventry i England 1903 av Reginald Walter Maudslay. Under första världskriget tillverkade företaget en rad flygmaskiner, bland andra Sopwith Pup och Bristol Fighter.
1924 hade företaget en andel av marknaden som motsvarade Austins men vid 1920-talets slut hade dess vinst minskat dramatiskt på grund av ett stort investeringsprogram, ett förlorat exportavtal och minskad försäljning av större bilar. Under 1930-talet gjorde nya bilmodeller som Standard Nine och Standard Ten att trenden vände.
Under andra världskriget tillverkade Standard Motor flygplanet Mosquito på licens från De Havilland. 
Standard Motor köpte upp Triumph Motor Company 1945 som 1968 blev en del av British Leyland. Den sista Standardbilen producerades 1963.

## Standardmodeller
- Standard Eight
- Standard Nine
- Standard Ten
- Standard Twelve
- Standard Vanguard

## Bildgalleri

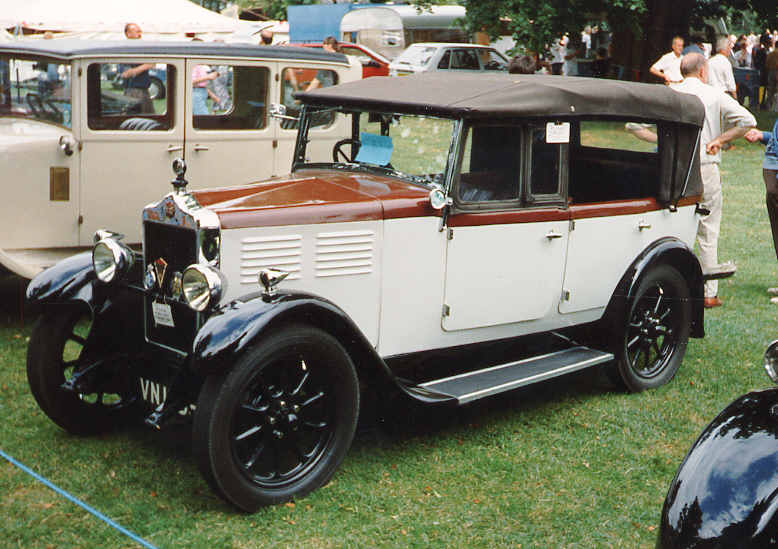
Standard Nine 1927
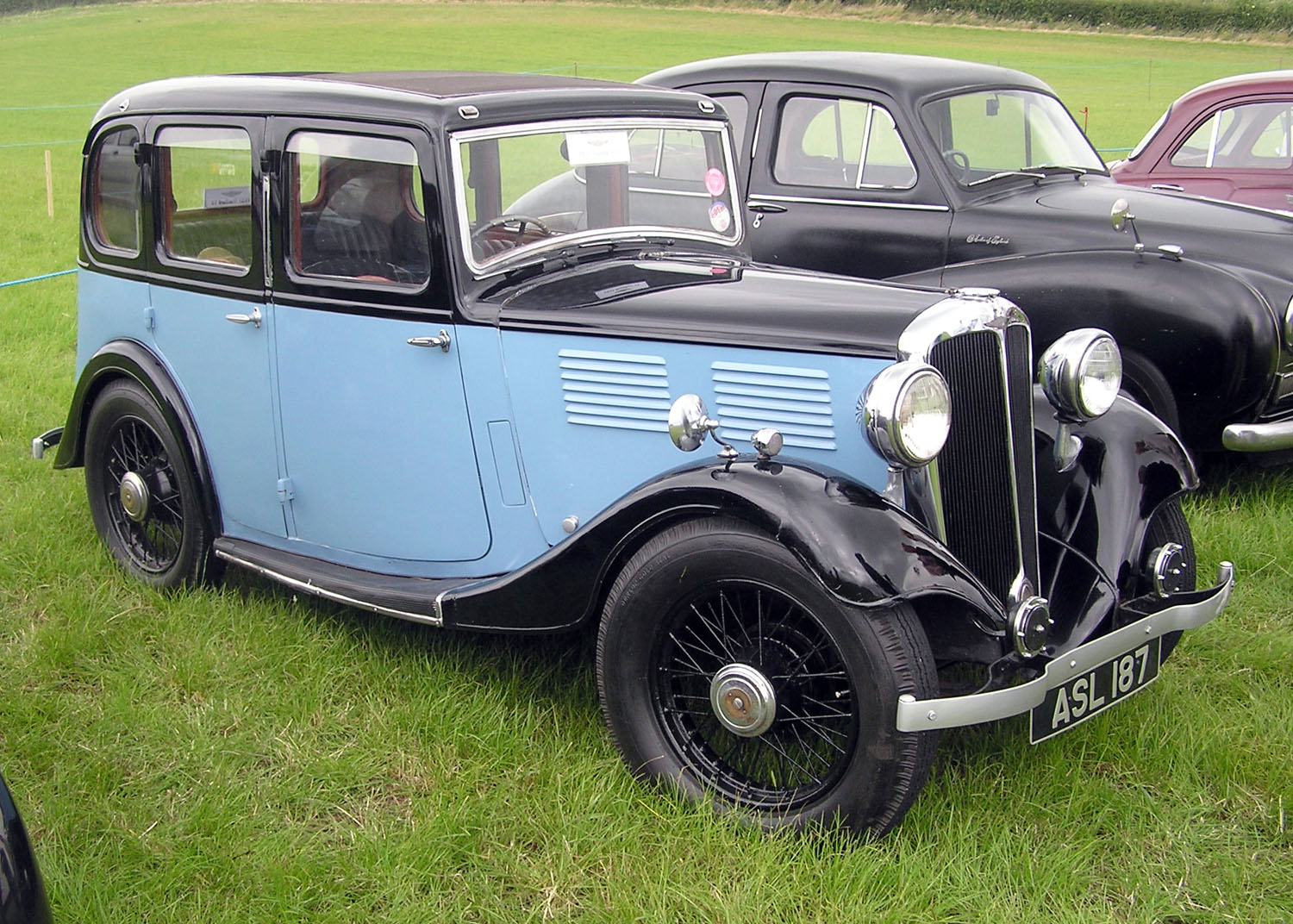
Standard Ten 1933
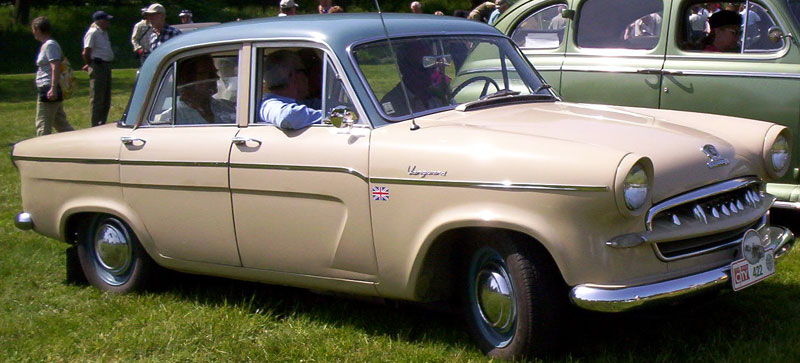
Standard Vanguard 1958